# 꼰바웅 왕조
꼰바웅 왕조(버마어: ကုန်းဘောင်မင်းဆက်) 또는 알라웅브야 왕조(버마어: အလောင်းဘုရားမင်းဆက်)는 18세기 중엽 버마족의 알라웅브야가 개창한 후 19세기 후반까지 계세(繼世)된 미얀마 최후의 왕조이다. 그 수도는 이라와디강 중류에 있는 슈웨보, 아바, 아마라푸라, 만달레이 등으로 전전하였다. 얼라웅퍼야는 팽창정책을 펼쳐 아유타야까지 원정했고, 제5대 보도퍼야 왕 때에는 동쪽의 테나세림에서 서쪽의 아라칸까지 영유하여 미얀마 최대의 판도를 누렸다. 그러나 영국 세력과 충돌하여 3차에 걸친 영국-미얀마 전쟁이 있었고, 결국 1885년 제10대 왕인 시보가 영국군에 포로가 되자 이 왕조는 133년 만에 멸망하였다.

## 역대 군주
1. 알라웅파야(재위: 1752년 ~ 1760년)
2. 디배잉왕(재위: 1760년 ~ 1764년)
3. 싱뷰싱왕(재위: 1763년 ~ 1776년)
4. 싱구왕(재위: 1776년 ~ 1782년)
5. 마웅마웅왕(재위: 1782년)
6. 바둥왕(재위: 1782년 ~ 1819년)
7. 자가잉왕(재위: 1819년 ~ 1837년)
8. 따야와디왕(재위: 1837년 ~ 1846년)
9. 바강왕(재위: 1846년 ~ 1853년)
10. 밍둥왕(재위: 1853년 ~ 1878년)
11. 띠버왕(재위: 1878년 ~ 1885년)